# Ciência de sistemas
A ciência de sistemas é um campo interdisciplinar preocupado com a compreensão de sistemas - dos simples aos complexos - na natureza, sociedade, cognição, engenharia, tecnologia e na própria ciência. O campo é diversificado, abrangendo as ciências formais, naturais, sociais e aplicadas.
Para o cientista de sistemas, o mundo pode ser concebido como um sistema de sistemas.  O campo visa desenvolver fundamentos interdisciplinares aplicáveis em diversas áreas, como psicologia, biologia, medicina, comunicação, gestão de negócios, tecnologia, ciência da computação, engenharia e ciências sociais. 
A ciência dos sistemas abrange as ciências formais, como sistemas complexos, cibernética, teoria dos sistemas dinâmicos, teoria da informação, lingüística e teoria dos sistemas. Tem aplicações no campo das ciências naturais e sociais e engenharia, como teoria de controle, projeto de sistemas, pesquisa operacional, teoria de sistemas sociais, biologia de sistemas, dinâmica de sistemas, fatores humanos, ecologia de sistemas, ciência da computação, engenharia de sistemas e psicologia de sistemas. Os temas comumente enfatizados na ciência do sistema são (a) visão holística; (b) interação entre um sistema e de seu ambiente; e (c) trajetórias complexas de comportamento dinâmico que às vezes são estáveis, porém, em certas condições limítrofes, podem se tornar extremamente instáveis. As preocupações com a dinâmica da biosfera/geosfera em escala terrestre são um exemplo da natureza dos problemas para os quais a ciência de sistemas procura contribuir com insights significativos.

## Campos associados
As ciências de sistemas compreendem uma ampla gama de campos de estudo. É possível concebê-los é em três grandes grupos: campos que desenvolveram ideias de sistemas principalmente por meio da teoria; aqueles que o fizeram principalmente por meio da prática em situações problema; e aqueles que aplicaram ideias de sistemas no contexto de outras disciplinas.

### Campos teóricos

#### teoria de controle
- Engenharia de Controle
- Sistemas de controle

#### Cibernética
- Autopoiese
- Teoria da conversação
- cibernética de engenharia
- Teoria do controle perceptivo
- cibernética de gerenciamento
- Cibernética de segunda ordem

#### Teoria geral dos sistemas
- Teoria dos sistemas em antropologia
- Teoria dos sistemas bioquímicos
- Teoria dos sistemas ecológicos
- Teoria dos sistemas de desenvolvimento
- Teoria geral dos sistemas
- teoria dos sistemas vivos
- teoria do sistema LTI
- Sistemas sociais
- Teoria dos sistemas sociotécnicos
- Teoria de sistemas matemáticos
- Teoria dos sistemas mundiais

### Campos práticos

#### Metodologia de sistemas suaves
A metodologia de sistemas flexíveis (soft systems) foi desenvolvida na Inglaterra por acadêmicos do Departamento de Sistemas da Universidade de Lancaster por meio de um programa de pesquisa-ação de dez anos. O principal colaborador é Peter Checkland (nascido em 18 de dezembro de 1930, em Birmingham, Reino Unido), um cientista de administração britânico e professor emérito de sistemas na Universidade de Lancaster.

#### Análise de sistemas
A análise de sistemas é o ramo da ciência de sistemas que analisa sistemas, as interações dentro desses sistemas, ou interação com seu ambiente, muitas vezes antes de sua automação como modelos de computador. A análise de sistemas está intimamente associada à corporação RAND.

#### dinâmica de sistemas
A dinâmica de sistemas é uma abordagem para entender o comportamento de sistemas complexos ao longo do tempo. Ele oferece "técnica de simulação para modelagem de sistemas sociais e de negócios", que lida com ciclos de retroalimentação internos e delays que afetam o comportamento de todo o sistema. O que torna o uso da dinâmica de sistemas diferente de outras abordagens para estudar sistemas complexos é o uso de ciclos de retroalimentação e estoques e fluxos.

#### Engenharia de sistemas
A engenharia de sistemas (SE) é um campo interdisciplinar da engenharia, que se concentra no desenvolvimento e organização de sistemas complexos. É a "arte e ciência de criar soluções completas para problemas complexos",  por exemplo, sistemas de processamento de sinal, sistemas de controle e sistema de comunicação, ou outras formas de modelagem e design de alto nível em campos específicos da engenharia.
- Sistemas aeroespaciais
- Engenharia de sistemas biológicos
- Engenharia e gestão de sistemas terrestres
- Sistemas eletrônicos
- Engenharia de sistemas corporativos
- sistemas de software
- Análise de sistemas

### Aplicações em outras disciplinas

#### Ciências do sistema terrestre
- Sistemas climáticos
- geologia de sistemas

#### Biologia de sistemas
- Biologia de Sistemas Computacionais
- Biologia sintética
- imunologia de sistemas
- neurociência de sistemas

#### Ecologia de sistemas
- ecologia do ecossistema
- agroecologia

#### Psicologia de sistemas
- Ergonomia
- Teoria dos sistemas familiares
- terapia sistêmica